# Elizabeth Fulhame

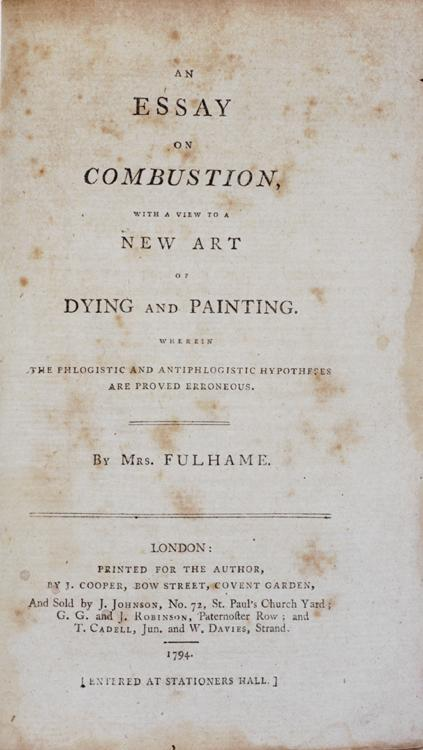
Titelblatt des Buches von Elizabeth Fulhame (1794)

Elizabeth Fulhame († nach 1794) war eine britische Chemikerin. Sie entdeckte das Prinzip der Katalyse und der Photoreduktion und wird als „die erste Soloforscherin der modernen Chemie“ angesehen. Ihr Buch, in dem sie ihre Theorien und Experimente darstellt, ist das einzige Werk, das ihr zugeschrieben werden kann.

## Wissenschaftliche Arbeit
Fulhames Arbeit begann ab 1780 mit ihrer Suche nach einer Möglichkeit, Stoffe unter Lichteinfluss mit Schwermetallen zu färben. Ihr Mann und ihre Freunde spotteten über ihre Experimente, wie sie selbst in ihrem 1794 veröffentlichten Buch An Essay On Combustion with a View to a New Art of Dying and Painting, wherein the Phlogistic and Antiphlogistic Hypotheses are Proved Erroneous berichtete, aber sie blieb hartnäckig und entwickelte eine grundlegende Form der fotochemischen Bildgebung. Sie wandelte Metallsalze mit Hilfe von Phosphor, Wasserstoff, Holzkohle und Sonnenlicht in reine Metalle um, die sie als dünne Schichten aus Gold, Silber, Platin, Kupfer und Zinn auftrug. Sie hielt die Ergebnisse von 127 ihrer Experimente aus 15 Jahren in ihrem Buch fest. Ursprünglich erwog sie, das Werk An Essay on the Art of making Clothes of Gold, Silver, and other Metals, by chymical processes zu nennen, entschied sich aber angesichts des „unvollkommenen Stands der Technik“ für einen Titel, der die breitere Bedeutung ihrer Experimente widerspiegelte.
Fulhames Arbeit war privat, bis sie 1793 in London den Chemiker Joseph Priestley kennenlernte, der sie ermutigte, ihre Erkenntnisse zu veröffentlichen. 
In der Einleitung ihres Buches legte Elizabeth Fulhame dar, dass sie mit den Theorien von mindestens sechs führenden Chemikern nicht einverstanden sei, einschließlich derjenigen, die die damals populäre Phlogistontheorie der Verbrennung vertraten. Diese besagte, dass das feuerähnliche Element Phlogiston in brennbarem Material enthalten sei und bei der Verbrennung in die Luft freigesetzt werde, um von den Pflanzen aufgenommen zu werden. In den 1770er Jahren wurde die Phlogistontheorie in Frage gestellt, als der französische Chemiker Antoine Laurent de Lavoisier (der 1794, wenige Monate vor dem Erscheinen von Fulhames Buch, in Frankreich hingerichtet worden war) nachwies, dass die Masse einiger Elemente bei der Verbrennung zunahm. Er vermutete daher, dass Sauerstoff aufgenommen wurde.
Weiterhin schrieb Elizabeth Fulhame in ihrem Buch:

„Es mag einigen anmaßend erscheinen, dass ich mich mit solchen Dingen beschäftige, aber da ich der Trägheit abgeneigt bin und viel Muße habe, hat mich mein Verstand zu dieser Art der Unterhaltung geführt, die ich unterhaltsam fand und die, wie ich hoffe, von den Großzügigen und Gelehrten als unbedenklich angesehen werden wird. Aber Tadel ist vielleicht unvermeidlich; denn manche sind so unwissend, dass sie mürrisch und stumm werden und vor Schrecken erstarren beim Anblick von etwas, das den Anschein von Gelehrsamkeit trägt, in welcher Form es auch immer erscheinen mag; und sollte das Gespenst in Gestalt einer Frau erscheinen, sind die Qualen, die sie erleiden, wahrhaft düster.“

1798 wurde Fulhames Buch von Augustin Gottfried Ludwig Lentin als Versuche über die Wiederherstellung der Metalle durch Wasserstoffgas ins Deutsche übersetzt. Im Jahr 1810 wurde es in den USA veröffentlicht und positiv aufgenommen. Im selben Jahr wurde Elizabeth Fulhame zum Ehrenmitglied der „Philadelphia Chemical Society“ ernannt. In seinem 1789 erschienenen Werk A Sketch of the Revolutions in Chemistry lobte Thomas P. Smith, ein Mitglied der „Philadelphia Chemical Society“, Fulhames Arbeit unter anderen mit den Worten: „Mrs. Fulhame hat jetzt so gewagte Behauptungen über die Chemie angestellt, dass wir dem Geschlecht nicht länger das Privileg verweigern können, auch an dieser Wissenschaft teilzunehmen.“ Sein Landsmann James Woodhouse pries Fulhame als „Vorbild für ihr Geschlecht und Schmuck für die Wissenschaft“. Benjamin Thompson, Count Rumford, wiederholte Fulhames Versuche, kam aber zu anderen Schlüssen als sie; er sprach von ihr als von der „genialen und lebhaften Mrs. Fulhame“.
Fulhames Entdeckung war die erste Beschreibung der Katalyse. Ihr Photoreduktionsverfahren legte auch den Grundstein für die Geburt der Fotografie 50 Jahre später. Sie stellte fest, dass in Königswasser (einer Mischung aus Salpeter- und Salzsäure) gelöstes Gold nur in Gegenwart von Licht in seinen metallischen Zustand zurückgeführt werden konnte, eine Probe für die frühen mit Silbernitrat beschichteten Fotoplatten. John Herschel, Erfinder der Blaupause (basierend auf Eisen-Ammoniumcitrat und Kaliumferricyanid), bezog sich in einem bahnbrechenden Vortrag zur Fotografie an der Royal Society im Jahr 1839 auf Fulhames Arbeit, und seine Arbeit bereitete wiederum den Weg für spätere Erfinder wie Louis Daguerre und William Henry Fox Talbot. Die Historiker Marelene und Geoffrey Rayner-Canham bezeichneten Fulhame in ihrem 1998 erschienenen Buch Women in Chemistry als „erste weibliche Soloforscherin der modernen Chemie“.

## Privates
Über das Leben von Elizabeth Fulhame ist wenig bekannt; was man weiß, ist das, was sie selbst in ihrem Buch über sich sagte. Sie war mit dem irischstämmigen Arzt Thomas Fulhame verheiratet, der die University of Edinburgh besucht und als Student von Andrew Duncan (1744–1828) das Kindbettfieber erforscht hatte. Auf der Webseite der National Library of Scotland wiederum heißt es, Fulhame sei ebenfalls Chemiker gewesen und habe bei Joseph Black studiert. Thomas Fulhame wurde zwischen 1784 und 1800 in Edinburgher Adressbüchern an verschiedenen Adressen aufgeführt. Seine Frau Elizabeth Fulhame wird von manchen Publikationen als „Schottin“ reklamiert, möglich ist indes, dass sie nicht aus Schottland stammte, sondern lediglich in Edinburgh lebte. Ihr Name wurde durch ihr Buch bekannt, das einzige Werk, das sie verfasste.

## Schriften
- An essay on combustion, with a view to a new art of dying and painting, wherein the phlogistic and antiphlogistic hypotheses are proved erroneous. By Mrs. Fulhame.  1794. In: archive.org. (englisch).